# 赫尼西山
赫尼西山（英語：Mount Hennessey）是南極洲的山峰，位於維多利亞地的彭內爾海岸，屬於弗賴貝格山脈中薩拉曼德山脈的一部分，處於圖科托克山以北4公里，美國地質調查局根據測量和美國海軍拍攝的空中照片繪入地圖，現時由南極條約體系管理。